# 南岔县
南岔县是中国黑龙江省伊春市下辖的一个县。是一座风光秀丽的新兴林城，又被誉为“红松故乡”。面积3088平方公里，拥有16个民族。縣人民政府駐南岔縣聯合街96號。
南岔县原为南岔区，2019年伊春市行政区划大调整期间，撤销南岔区，改设立南岔县。

## 行政区划
南岔县下辖4个镇：
南岔镇、晨明镇、浩良河镇和梧桐镇。

## 人口民族
根據第七次全國人口普查數據，截至2020年11月1日零時，南岔縣常住人口為82895人，佔全市的9.43%。